# Heading For Tomorrow
Heading For Tomorrow（ヘディングフォートゥモロー）は、Zweiの13枚目のシングル。2013年7月24日に5pb.Recordsから発売。

## 内容
- 表題曲は、Xbox 360専用ソフト「怒首領蜂最大往生」エンディングテーマ。
- カップリング曲は、PS3・Xbox 360用ソフト「ファントムブレイカー エクストラ」エンディングテーマ。
- 表題曲の作詞・作曲は、サイキックラバーのボーカルYOFFYが担当。
- ジャケットは、「怒首領蜂最大往生」の新キャラクター、桜夜が描かれている。
- 2枚組CD+DVDとなっており、DVDには2013年4月28日に行われたワンマンライブ「Re:Set」のダイジェスト映像が収録されている。

## 収録曲
CD
1. Heading For Tomorrow
作詞・作曲：YOFFY / 編曲：真下正樹
2. infinite wish
作詞：吉野麻希 / 作曲：山元 律 / 編曲：オオバコウスケ
3. Heading For Tomorrow(off Vocal)
4. infinite wish(off Vocal)

DVD
- ワンマンライブ「Re:Set」ダイジェスト映像

1. Re:Set
2. 拡張プレイス

## 評価
CDジャーナルでは、表題曲を「物語の世界観に沿ったどこか荒涼としたロック・サウンドは、ヒリヒリとした芯の強いヴォーカルと確かな化学反応を生んでいる。」と評価している。